# Zonopimpla humbertoi
Zonopimpla humbertoi är en stekelart som beskrevs av Gauld, Ugalde och Paul E. Hanson 1998. Zonopimpla humbertoi ingår i släktet Zonopimpla och familjen brokparasitsteklar. Inga underarter finns listade i Catalogue of Life.